# Giovanna Grigio
Giovanna Grigio dos Santos (anhörenⓘ; * 19. Januar 1998 in Mauá, São Paulo, Brasilien) ist eine brasilianische Schauspielerin, Sängerin und Moderatorin. 

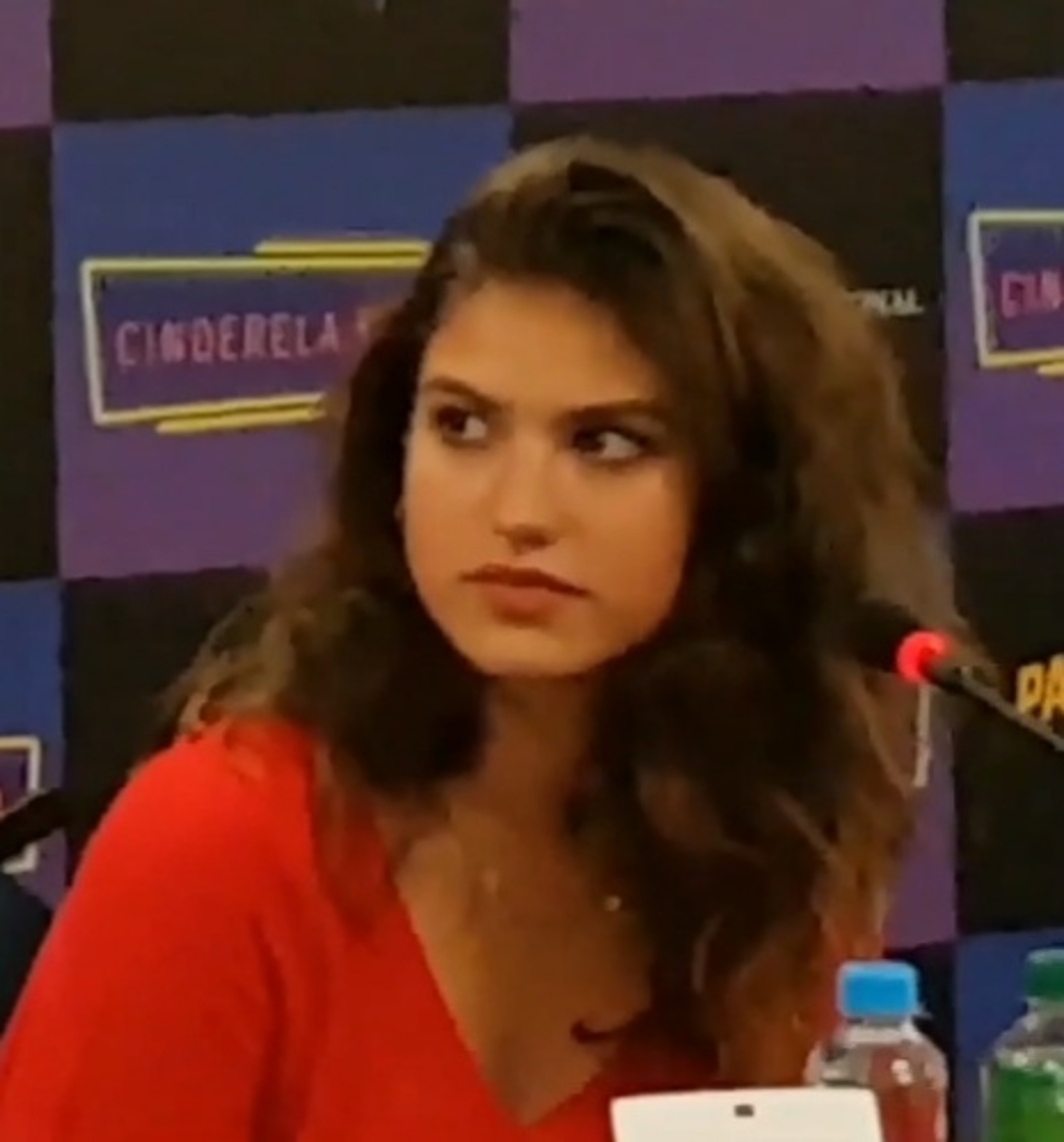

## Leben
Giovanna Grigio ist die Tochter von Janaina Grigio und Marcelo Alexandre dos Santos. 
Sie begann ihre Karriere schon im Alter von sechs Monaten, als sie an Fernsehwerbespots und verschiedenen Werbekampagnen für Zeitschriften mitwirkte. 2007 begann Giovanna ihr Theaterstudium an der Fundação das Artes de São Caetano do Sul (SP) und Anfang 2019 ein Studium des Animationsdesigns in São Paulo. 
Abgesehen von der Schauspielerei, zeichnet sie sehr gerne. Im Juli 2019 verriet sie in einem Interview mit Gshow, dass sie es liebt Selbstporträts zu zeichnen.
Von Oktober 2016 bis Januar 2017 war sie mit dem Leadsänger von Trio Yeah Johnny Baroli liiert.

## Filmografie
- 2013: Chiquititas
- 2016: Êta Mundo Bom!
- 2017: Eu Fico Loko
- 2019: DJ Cinderella
- 2020: As Five
- 2020: Malhação – Viva a Diferença
- 2022: Rebelde – Jung und rebellisch (Rebelde)[2]
- 2023: Perdida
- 2023: Vai Ter Troco
- 2024: Passagrana
- 2024: The Park Maniac